# بدر بن عادل بن محمد الفقير
بدر بن عادل بن محمد الفقير، من مواليد حائل عام 1374 هـ الموافق سنة 1954 م. أستاذ مشارك في جامعة الملك سعود، حاصل على جائزة الملك عبد العزيز للكتاب في مجال الكتب الجغرافية للعام 1434 – 1435 هـ. والده هو الشيخ عادل بن محمد بن رحيل الفقير. تلقى تعليمه الابتدائي في مدينة حائل. درس المرحلة المتوسطة في معهد العاصمة النموذجي. تخرج من مرحلة الثانوية من ضمن العشرة الأوائل على المملكة من مدرسة اليمامة.

## التعليم الجامعي
- حصل على البكالوريوس في الجغرافيا من كلية الآداب جامعة الملك سعود بتقدير جيد جدا مع مرتبة الشرف عام 1395هـ(1975م).
- حصل على الماجستير من قسم الجغرافيا من كلية الآداب جامعة الملك سعود عام 1401 هـ 1981م عن موضوع :مدن المملكة العربية السعودية:دراسة مقارنة.
- حصل على دكتوراه الدولة من قسم الجغرافيا، كلية العلوم الإنسانية جامعة تونس الأولى، 1412هـ 1992م عن موضوع :مدينة الرياض الكبرى :دراسة في الجغرافيا الحضرية.(التقدير:مشرف جدا).

## الخبرة العملية
- معيد بقسم الجغرافيا /كلية الآداب/جامعة الملك سعود، 1395هـ(1975م).
- محاضر بقسم الجغرافيا /كلية الآداب /جامعة الملك سعود، 1401هـ(1981م).
- أستاذ مساعد بقسم الجغرافيا/كلية الآداب/جامعة الملك سعود، 1412هـ(1992م).
- أستاذ مشارك بقسم الجغرافيا/كلية الآداب/جامعة الملك سعود، 1427هـ(2007م).
- له العديد من المشاركات العلمية من إلقاء محاضرات خارج المملكة في آسيا وأمريكا الجنوبية.

## مؤلفاته

### كتب باللغة العربية
1. عناصر القوة في توحيد المملكة العربية السعودية – دراسة تحليلية في الجغرافيا السياسية-، الأمانة العامة للاحتفال بمرور مائة عام على توحيد المملكة العربية السعودية، 1419ه(1999م).
2. منطقة وسط مدينة الرياض –الخصائص والتحديات-، سلسلة دراسات جغرافية /الجمعية الجغرافية السعودية، 1424ه(2004م).
3. تغير الأنماط السكنية في مدينة الدرعية –دراسة في الجغرافيا الحضرية-، دارة الملك عبد العزيز.1425هـ(2005م).
4. السياحة في محافظة العلا :موارد الجذب ومعوقات التنمية-، مركز البحوث، كلية الآداب، جامعة الملك سعود، 1426هـ(2006م).
5. الجغرافيا التاريخية لموقع شرث شرق محافظة العلا، 1427هـ(2007م).
6. مدينة العلا –عروس الجبال ومهد الحضارات-الجمعية الجغرافية السعودية، 1428ه(2008م).
7. الطبيعة والآثار في محافظة العلا –جوهرة سياحية- 1430هـ(2009م).
8. الموارد السياحية في المملكة العربية السعودية:التوزيع والخصائص، مطابع ألوان، 1433هـ
9. أسس موقع الطبيعة والآثار في محافظة العلا - جوهرة السياحة و الذي يهتم بالتعريف عن الآثار الموجودة في الحجر، مدائن صالح في محافظة العلا

### كتب قيد التأليف
1-المملكة العربية السعودية – دراسة في فلسفة المكان-
2- الحجر (مدائن صالح):أعجوبة الماضي.

### كتب باللغة الإنجليزية
1. Eco and Cultural Tourism Productions in Aula Province، International Geographic Union Conference، Tunis، 2009.
2. Distribution and Characteristic of Toutistic Attractions in Saudi Arabia، Regional Geographic Conference، International Geographic Union، Saniago، Chile، 2011.
3. The Role of Taditional Wisdom and Modern Knowledge in Rescuing Wildlife in Saudi Arabia، Regional Geographic Conference، International Geographic Union، Kyoto، Japan، 2013.
4. ATURE & ANTIQUITIES IN AL-ULA PROVINCE: TOURISTIC JEWEL، 2009

### الأبحاث

#### باللغة العربية
1- تغريب الطرز المعمارية في المملكة العربية السعودية – دراسة حالة مدينة الرياض-، جامعة الملك سعود، الرياض، 1425هـ.
2- تطور مدينة الرياض في عهد الملك سعود، ندوة تاريخ الملك سعود، دارة الملك عبد العزيز، 1428هـ
3- صورة العرب والمسلمين في مناهج التعليم المعتمد لعدد من الدول الأجنبية، كتاب محرر، مركز الملك فيصل للتدريب والتطوير، 1428هـ.
4- جغرافية المملكة العربية السعودية وأهم مدنها، الموسوعة العربية العالمية 1423هـ
5- محور الجغرافيا والسكان، المجلد العام، موسوعة المملكة العربية السعودية، مكتبة الملك عبد العزيز العامة، 1430ه.
6- منتجات السياحة الثقافية والبيئية في محافظة العلا، الملتقى السادس للجغرافيين العرب، جامعة الكويت /الكويت/1430هـ.
7- فرص السياحة البيئية في محافظة العلا، المؤتمر الأول للسياحة والآثار، جامعة طيبة، 1434ه.
8- عناصر الشخصية الجغرافية الطبيعية لمدينة دادان(في)كنوز أثرية من دادان:نتائج تنقيبات المواسم السبعة الأولى، تحرير:أ.د.سعيد السعيد، أ.د.عبد العزيز الغزي، الجمعية السعودية للدراسات الأثرية، الرياض.، 1434هـ
9- عادات قبيلة الفقرا(تعليق) (في)رحلة استكشافية أثرية إلى الجزيرة العربية، انطوان جوسن، رفائيل سافينياك، دارة الملك عبد العزيز.
10 – قبيلة الفقرا(في) معجم البلدان والقبائل في شبه الجزيرة العربية والعراق وجنوبي الأردن وسيناء، تحقيق أ.د عبد الله ناصر الوليعي، دارة الملك عبد العزيز، 1435هـ.
11- السياحة البيئية في المملكة العربية السعودية، الأطلس البيئي، معهد الأمير سلطان لأبحاث البيئة والمياه والصحراء، 1436هـ.
12 – التنظيم الإداري في منطقة المدينة المنورة، موسوعة الحج والحرمين الشريفين، دارة الملك عبد العزيز، 1436هـ.
13- قصر المصمك:رمز التوحيد وأيقونة العمارة النجدية، الهيئة العامة للسياحة والتراث الوطني، ملتقى التراث العمراني الخامس، ورشة عمل التراث العمراني في عهد الملك عبد العزيز، 1436هـ.
14-الأبعاد الاقتصادية للتراث الثقافي/المجتمعات المحلية والوجهات التراثية والسياحية/دراسة حالة محافظة العلا، ملتقى الاستثمار والسفر السعودي، 1437هـ.

## عائلته(الأخوة والأخوات)
- الشيخ سعود بن عادل بن محمد الفقير.
- الشيخ محمد بن عادل بن محمد الفقير.
- الشيخ بندر بن عادل بن محمد الفقير نائب رئيس المؤسسة العامة للخطوط الحديدية سابقاً.
- الشيخ الدكتور عبد الله بن عادل بن محمد الفقير.
- الشيخ خالد بن عادل بن محمد الفقير.
- الأميرة مشاعل بنت عادل بن محمد الفقير زوجة الأمير فيصل بن سعود بن عبد العزيز آل سعود. و والدة الاميره ساره بنت متعب بن عبد العزيز آل سعود.
- الأميرة بدرية بنت عادل بن محمد الفقير زوجة الأمير أحمد بن عبد الله بن سعد السديري محافظ محافظة العلا سابقاً.
- الأميرة نورة بنت عادل بن محمد الفقير زوجة الأمير عبد الله بن منصور بن عبد الله بن جلوي آل سعود، و والدة الأمير سعود بن عبدالله بن جلوي  محافظمحافظة جدة و مستشار أمير منطقة مكة المكرمة .